# Mistrzostwa Rumunii w rugby union (2008/2009)
Divizia Națională 2008/2009 – dziewięćdziesiąte trzecie mistrzostwa Rumunii w rugby union. Zawody odbywały się w dniach 20 września 2008 – 26 września 2009 roku, a tytułu broniła drużyna CS Dinamo Bukareszt.
Przystąpienie do rozgrywek rozważał mający prawo awansu do najwyższej klasy rozgrywkowej klub Metrorex București, ostatecznie jednak odmówił uczestnictwa ze względów finansowych.
Rozstrzygnięcia dotyczące obsady półfinałów i spadków zapadły już na cztery kolejki przed końcem drugiej fazy rozgrywek – w walce o medale zmierzyć się miały Farul, Baia Mare oraz stołeczne Steaua i Dinamo, relegacja czekała zaś zespoły z Bârladu i Braszowa. Przed rozpoczęciem kolejnego sezonu z rozgrywek wycofał się RC Constructorul Constanța, a jego miejsce zajął RC Bârlad unikając spadku z najwyższej klasy rozgrywkowej. Z półfinałowych pojedynków zwycięsko wyszły Steaua Bukareszt i CSM Universitatea Baia Mare. Spotkania o medale zaplanowano na Stadionul Arcul de Triumf, z darmowym wstępem na stadion, nie licząc głównej trybuny, na którą bilet kosztował 5–10 RON. Zorganizowana została także transmisja telewizyjna. Mecz o trzecie miejsce nie odbył się, Farul bowiem ogłosił, iż nie przystąpi do meczu ze względu na trudną sytuację kadrową związaną z kontuzjami, zawieszeniami i transferami. W finale zmierzyły się dwie najwyżej rozstawione drużyny, a jego arbitrem był Bogdan Milița, który prowadził też jeden z półfinałów. W finale dzięki karnemu w końcówce spotkania zwyciężył zespół CSM Universitatea Baia Mare.
Triumfatorzy otrzymali 10 miliardów ROL (milion RON) od rady okręgu oraz nagrody od rady miasta.
Mecz dziesiątej kolejki Dinamo–Farul został przerwany po ośmiu minutach z uwagi na bójkę, która wybuchła między zawodnikami. Dwóch graczy Dinamo otrzymało czerwone kartki, jednak Farul odmówił kontynuowania meczu, a łącznie dziewięciu zawodników trafiło do szpitala. Federațiă Română de Rugby za odmowę gry przyznał walkower na rzecz Dinamo, a ich rywale ponieśli również konsekwencje w postaci odjętych punktów. Za inne przewinienie odjęciem punktu zostało również ukarane Dinamo. W zawodach w roli arbitrów liniowych występowały również kobiety.

## System rozgrywek
Rozgrywki prowadzone były w pierwszej fazie systemem ligowym w ramach dwóch sześciozespołowych grup. Czołowe trójki z każdej z grup pozostały w walce o mistrzostwo kraju (play-off), zespoły z dolnej połowy tabeli rywalizowały zaś o utrzymanie w najwyższej klasie rozgrywkowej (play-out) – obie grupy ponownie rozgrywały spotkania systemem mecz–rewanż. Cztery najlepsze drużyny z grupy play-off awansowały do kolejnej fazy rozegranej systemem pucharowym, zaś relegowana została najsłabsza dwójka grupy play-out. Zwycięzca meczu zyskiwał cztery punkty, za remis przysługiwały dwa punkty, porażka nie była punktowana, a zdobycie przynajmniej czterech przyłożeń lub przegrana nie więcej niż siedmioma punktami premiowana była natomiast punktem bonusowym.
Rozkład gier opublikowano na początku sierpnia ogłaszając jednocześnie, iż przynajmniej jeden mecz z każdej kolejki będzie transmitowany w TVR2. Składy zespołów.

## Drużyny
| Klub                         | Miasto      |
| ---------------------------- | ----------- |
| CSM Universitatea Baia Mare  | Baia Mare   |
| RC Bârlad                    | Bârlad      |
| CFR CSU Brașov               | Braszów     |
| Dinamo Bukareszt             | Bukareszt   |
| Steaua Bukareszt             | Bukareszt   |
| CSM Bukareszt                | Bukareszt   |
| CS Poli Agro Iași            | Jassy       |
| CS Universitatea Cluj-Napoca | Kluż-Napoka |
| RC Constructorul Constanța   | Konstanca   |
| RCJ Farul Constanța          | Konstanca   |
| CSM Bucovina Suceava         | Suczawa     |
| RCM Timișoara                | Timișoara   |

## Faza grupowa
| Gospodarz                          | Wynik                        | Gość                         |                              | Gospodarz                    | Wynik                        | Gość                         |
| Grupa A                            | Grupa A                      | Grupa A                      |                              | Grupa B                      | Grupa B                      | Grupa B                      |
| Kolejka I – 20 września 2008       | Kolejka I – 20 września 2008 | Kolejka I – 20 września 2008 | Kolejka I – 20 września 2008 | Kolejka I – 20 września 2008 | Kolejka I – 20 września 2008 | Kolejka I – 20 września 2008 |
| ---------------------------------- | ---------------------------- | ---------------------------- | ---------------------------- | ---------------------------- | ---------------------------- | ---------------------------- |
| RCJ Farul Constanța                | 36:15                        | CS Universitatea Cluj-Napoca |                              | RC Bârlad                    | 6:64                         | CSM Universitatea Baia Mare  |
| CSM Olimpia Bukareszt              | 27:16                        | CSM Bucovina Suceava         |                              | CS Poli Agro Iași            | 8:18                         | RCM Timișoara                |
| CFR CSU Brașov                     | 0:90                         | CS Dinamo Bukareszt          |                              | RC Constructorul Constanța   | 11:40                        | CSA Steaua Bukareszt         |
| Kolejka II – 27 września 2008      |                              |                              |                              |                              |                              |                              |
| CS Dinamo Bukareszt                | 143:9                        | CSM Bucovina Suceava         |                              | CSA Steaua Bukareszt         | 67:10                        | RC Bârlad                    |
| CS Universitatea Cluj-Napoca       | 13:6                         | CSM Olimpia Bukareszt        |                              | CSM Universitatea Baia Mare  | 61:6                         | CS Poli Agro Iași            |
| CFR CSU Brașov                     | 0:77                         | RCJ Farul Constanța          |                              | RC Constructorul Constanța   | 24:6                         | RCM Timișoara                |
| Kolejka III – 25 października 2008 |                              |                              |                              |                              |                              |                              |
| CSM Olimpia Bukareszt              | 3:40                         | CS Dinamo Bukareszt          |                              | CS Poli Agro Iași            | 12:64                        | CSA Steaua Bukareszt         |
| CS Universitatea Cluj-Napoca       | 78:3                         | CFR CSU Brașov               |                              | RCM Timișoara                | 0:19                         | CSM Universitatea Baia Mare  |
| CSM Bucovina Suceava               | 9:82                         | RCJ Farul Constanța          |                              | RC Bârlad                    | 14:18                        | RC Constructorul Constanța   |
| Kolejka IV - 1 listopada 2008      |                              |                              |                              |                              |                              |                              |
| CSM Bucovina Suceava               | 48:0                         | CFR CSU Brașov               |                              | CSM Universitatea Baia Mare  | 6:6                          | CSA Steaua Bukareszt         |
| RCJ Farul Constanța                | 75:7                         | CSM Olimpia Bukareszt        |                              | RCM Timișoara                | 59:13                        | RC Bârlad                    |
| CS Dinamo Bukareszt                | 29:6                         | CS Universitatea Cluj-Napoca |                              | CS Poli Agro Iași            | 26:6                         | RC Constructorul Constanța   |
| Kolejka V - 8 listopada 2008       |                              |                              |                              |                              |                              |                              |
| RCJ Farul Constanța                | 14:10                        | CS Dinamo Bukareszt          |                              | CSA Steaua Bukareszt         | 72:10                        | RCM Timișoara                |
| CSM Olimpia Bukareszt              | 66:9                         | CFR CSU Brașov               |                              | RC Bârlad                    | 9:43                         | CS Poli Agro Iași            |
| CS Universitatea Cluj-Napoca       | 38:0                         | CSM Bucovina Suceava         |                              | RC Constructorul Constanța   | 14:49                        | CSM Universitatea Baia Mare  |
| Kolejka VI - 15 listopada 2008     |                              |                              |                              |                              |                              |                              |
| CS Universitatea Cluj-Napoca       | 25:22                        | RCJ Farul Constanța          |                              | CSA Steaua Bukareszt         | 85:8                         | RC Constructorul Constanța   |
| CSM Bucovina Suceava               | 0:20                         | CSM Olimpia Bukareszt        |                              | CSM Universitatea Baia Mare  | 83:0                         | RC Bârlad                    |
| CS Dinamo Bukareszt                | 116:3                        | CFR CSU Brașov               |                              | RCM Timișoara                | 12:11                        | CS Poli Agro Iași            |
| Kolejka VII - 22 listopada 2008    |                              |                              |                              |                              |                              |                              |
| CSM Olimpia Bukareszt              | 17:9                         | CS Universitatea Cluj-Napoca |                              | RC Bârlad                    | 3:48                         | CSA Steaua Bukareszt         |
| CSM Bucovina Suceava               | 5:75                         | CS Dinamo Bukareszt          |                              | CS Poli Agro Iași            | 3:5                          | CSM Universitatea Baia Mare  |
| RCJ Farul Constanța                | 130:3                        | CFR CSU Brașov               |                              | RCM Timișoara                | 23:0                         | RC Constructorul Constanța   |
| Kolejka VIII - 29 listopada 2008   |                              |                              |                              |                              |                              |                              |
| CS Dinamo Bukareszt                | 46:3                         | CSM Olimpia Bukareszt        |                              | CSA Steaua Bukareszt         | 57:0                         | CS Poli Agro Iași            |
| CFR CSU Brașov                     | 5:42                         | CS Universitatea Cluj-Napoca |                              | CSM Universitatea Baia Mare  | 53:0                         | RCM Timișoara                |
| RCJ Farul Constanța                | 106:6                        | CSM Bucovina Suceava         |                              | RC Constructorul Constanța   | 36:16                        | RC Bârlad                    |
| Kolejka IX - 04 kwietnia 2009      |                              |                              |                              |                              |                              |                              |
| CS Universitatea Cluj-Napoca       | 12:51                        | CS Dinamo Bukareszt          |                              | CSA Steaua Bukareszt         | 30:18                        | CSM Universitatea Baia Mare  |
| CFR CSU Brașov                     | 10:38                        | CSM Bucovina Suceava         |                              | RC Bârlad                    | 10:12                        | RCM Timișoara                |
| CSM Olimpia Bukareszt              | 3:64                         | RCJ Farul Constanța          |                              | RC Constructorul Constanța   | 20:19                        | CS Poli Agro Iași            |
| Kolejka X - 11 kwietnia 2009       |                              |                              |                              |                              |                              |                              |
| CS Dinamo Bukareszt                | 5:0 walkower                 | RCJ Farul Constanța          |                              | RCM Timișoara                | 14:69                        | CSA Steaua Bukareszt         |
| CFR CSU Brașov                     | 6:50                         | CSM Olimpia Bukareszt        |                              | CS Poli Agro Iași            | 21:6                         | RC Bârlad                    |
| CSM Bucovina Suceava               | 10:16                        | CS Universitatea Cluj-Napoca |                              | CSM Universitatea Baia Mare  | 102:9                        | RC Constructorul Constanța   |

## Play-out
| Gospodarz                    | Wynik                        | Gość                         |                                 | Gospodarz                       | Wynik                           | Gość |
| Kolejka I - 25 kwietnia 2009 | Kolejka I - 25 kwietnia 2009 | Kolejka I - 25 kwietnia 2009 | Kolejka VI - 08 sierpnia 2009   | Kolejka VI - 08 sierpnia 2009   | Kolejka VI - 08 sierpnia 2009   |      |
| ---------------------------- | ---------------------------- | ---------------------------- | ------------------------------- | ------------------------------- | ------------------------------- | ---- |
| RC Bârlad                    | 23:24                        | RC Constructorul Constanța   | RC Constructorul Constanța      | 5:15                            | RC Bârlad                       |      |
| CSM Bucovina Suceava         | 12:39                        | CS Poli Agro Iași            | CS Poli Agro Iași               | 30:13                           | CSM Bucovina Suceava            |      |
| CFR CSU Brașov               | 0:26                         | CSM Olimpia Bukareszt        | CSM Olimpia Bukareszt           | 81:13                           | CFR CSU Brașov                  |      |
| Kolejka II - 02 maja 2009    | Kolejka II - 02 maja 2009    | Kolejka II - 02 maja 2009    | Kolejka VII - 15 sierpnia 2009  | Kolejka VII - 15 sierpnia 2009  | Kolejka VII - 15 sierpnia 2009  |      |
| CSM Olimpia Bukareszt        | 30:13                        | RC Bârlad                    | RC Bârlad                       | 6:17                            | CSM Olimpia Bukareszt           |      |
| CFR CSU Brașov               | 8:43                         | CS Poli Agro Iași            | CSM Bucovina Suceava            | 39:3                            | RC Constructorul Constanța      |      |
| RC Constructorul Constanța   | 10:15                        | CSM Bucovina Suceava         | CS Poli Agro Iași               | 128:0                           | CFR CSU Brașov                  |      |
| Kolejka III - 09 maja 2009   | Kolejka III - 09 maja 2009   | Kolejka III - 09 maja 2009   | Kolejka VIII - 22 sierpnia 2009 | Kolejka VIII - 22 sierpnia 2009 | Kolejka VIII - 22 sierpnia 2009 |      |
| CSM Bucovina Suceava         | 19:5                         | CSM Olimpia Bukareszt        | CSM Olimpia Bukareszt           | 59:9                            | CSM Bucovina Suceava            |      |
| CS Poli Agro Iași            | 45:7                         | RC Constructorul Constanța   | RC Constructorul Constanța      | 6:8                             | CS Poli Agro Iași               |      |
| RC Bârlad                    | 62:13                        | CFR CSU Brașov               | CFR CSU Brașov                  | 14:28                           | RC Bârlad                       |      |
| Kolejka IV - 23 maja 2009    | Kolejka IV - 23 maja 2009    | Kolejka IV - 23 maja 2009    | Kolejka IX - 29 sierpnia 2009   | Kolejka IX - 29 sierpnia 2009   | Kolejka IX - 29 sierpnia 2009   |      |
| CSM Olimpia Bukareszt        | 16:17                        | CS Poli Agro Iași            | CS Poli Agro Iași               | 17:17                           | CSM Olimpia Bukareszt           |      |
| RC Bârlad                    | 38:8                         | CSM Bucovina Suceava         | CSM Bucovina Suceava            | 19:18                           | RC Bârlad                       |      |
| CFR CSU Brașov               | 12:47                        | RC Constructorul Constanța   | RC Constructorul Constanța      | 83:3                            | CFR CSU Brașov                  |      |
| Kolejka V - 30 maja 2009     | Kolejka V - 30 maja 2009     | Kolejka V - 30 maja 2009     | Kolejka X - 05 września 2009    | Kolejka X - 05 września 2009    | Kolejka X - 05 września 2009    |      |
| RC Constructorul Constanța   | 11:10                        | CSM Olimpia Bukareszt        | CSM Olimpia Bukareszt           | 36:7                            | RC Constructorul Constanța      |      |
| CS Poli Agro Iași            | 22:15                        | RC Bârlad                    | RC Bârlad                       | 29:8                            | CS Poli Agro Iași               |      |
| CSM Bucovina Suceava         | 76:0                         | CFR CSU Brașov               | CFR CSU Brașov                  | 17:26                           | CSM Bucovina Suceava            |      |

## Play-off
| Gospodarz                    | Wynik                        | Gość                         |                                 | Gospodarz                       | Wynik                           | Gość |
| Kolejka I - 25 kwietnia 2009 | Kolejka I - 25 kwietnia 2009 | Kolejka I - 25 kwietnia 2009 | Kolejka VI - 15 sierpnia 2009   | Kolejka VI - 15 sierpnia 2009   | Kolejka VI - 15 sierpnia 2009   |      |
| ---------------------------- | ---------------------------- | ---------------------------- | ------------------------------- | ------------------------------- | ------------------------------- | ---- |
| CS Universitatea Cluj-Napoca | 9:16                         | CS Dinamo Bukareszt          | CS Dinamo Bukareszt             | 41:5                            | CS Universitatea Cluj-Napoca    |      |
| CSA Steaua Bukareszt         | 28:9                         | RCM Timișoara                | CSM Universitatea Baia Mare     | 24:3                            | RCJ Farul Constanța             |      |
| RCJ Farul Constanța          | 17:24                        | CSM Universitatea Baia Mare  | RCM Timișoara                   | 3:58                            | CSA Steaua Bukareszt            |      |
| Kolejka II - 02 maja 2009    | Kolejka II - 02 maja 2009    | Kolejka II - 02 maja 2009    | Kolejka VII - 22 sierpnia 2009  | Kolejka VII - 22 sierpnia 2009  | Kolejka VII - 22 sierpnia 2009  |      |
| CSA Steaua Bukareszt         | 45:10                        | CS Universitatea Cluj-Napoca | CS Universitatea Cluj-Napoca    | 12:35                           | CSA Steaua Bukareszt            |      |
| RCM Timișoara                | 6:47                         | CSM Universitatea Baia Mare  | RCJ Farul Constanța             | 25:17                           | CS Dinamo Bukareszt             |      |
| CS Dinamo Bukareszt          | 21:30                        | RCJ Farul Constanța          | CSM Universitatea Baia Mare     | 68:9                            | RCM Timișoara                   |      |
| Kolejka III - 09 maja 2009   | Kolejka III - 09 maja 2009   | Kolejka III - 09 maja 2009   | Kolejka VIII - 29 sierpnia 2009 | Kolejka VIII - 29 sierpnia 2009 | Kolejka VIII - 29 sierpnia 2009 |      |
| RCJ Farul Constanța          | 19:24                        | CSA Steaua Bukareszt         | CSA Steaua Bukareszt            | 33:16                           | RCJ Farul Constanța             |      |
| CS Universitatea Cluj-Napoca | 23:15                        | RCM Timișoara                | CSM Universitatea Baia Mare     | 16:3                            | CS Dinamo Bukareszt             |      |
| CS Dinamo Bukareszt          | 23:25                        | CSM Universitatea Baia Mare  | RCM Timișoara                   | 13:31                           | CS Universitatea Cluj-Napoca    |      |
| Kolejka IV - 23 maja 2009    | Kolejka IV - 23 maja 2009    | Kolejka IV - 23 maja 2009    | Kolejka IX - 05 września 2009   | Kolejka IX - 05 września 2009   | Kolejka IX - 05 września 2009   |      |
| CSA Steaua Bukareszt         | 27:23                        | CSM Universitatea Baia Mare  | CSM Universitatea Baia Mare     | 27:26                           | CSA Steaua Bukareszt            |      |
| CS Universitatea Cluj-Napoca | 20:33                        | RCJ Farul Constanța          | RCJ Farul Constanța             | 29:19                           | CS Universitatea Cluj-Napoca    |      |
| RCM Timișoara                | 10:24                        | CS Dinamo Bukareszt          | CS Dinamo Bukareszt             | 45:6                            | RCM Timișoara                   |      |
| Kolejka V - 30 maja 2009     | Kolejka V - 30 maja 2009     | Kolejka V - 30 maja 2009     | Kolejka X - 12 września 2009    | Kolejka X - 12 września 2009    | Kolejka X - 12 września 2009    |      |
| RCJ Farul Constanța          | 43:9                         | RCM Timișoara                | CSA Steaua Bukareszt            | 25:12                           | CS Dinamo Bukareszt             |      |
| CS Dinamo Bukareszt          | 29:30                        | CSA Steaua Bukareszt         | CS Universitatea Cluj-Napoca    | 13:16                           | CSM Universitatea Baia Mare     |      |
| CSM Universitatea Baia Mare  | 48:13                        | CS Universitatea Cluj-Napoca | RCM Timișoara                   | 0:31                            | RCJ Farul Constanța             |      |

## Faza pucharowa
|  |                             |                             |                             |                             |    |                      |                      |       |
|  | Półfinały                   | Półfinały                   | Półfinały                   |                             |    | Finał                | Finał                | Finał |
|  | Półfinały                   | Półfinały                   | Półfinały                   |                             |    | Finał                | Finał                | Finał |
|  | 19 września 2009            |                             |                             |                             |    |                      |                      |       |
|  |                             |                             |                             |                             |    |                      |                      |       |
|  | CSA Steaua Bukareszt        | CSA Steaua Bukareszt        | 33                          |                             |    |                      |                      |       |
|  | CSA Steaua Bukareszt        | CSA Steaua Bukareszt        | 33                          | 26 września 2009            |    |                      |                      |       |
|  | Dinamo Bukareszt            | Dinamo Bukareszt            | 22                          |                             |    |                      |                      |       |
|  | Dinamo Bukareszt            | Dinamo Bukareszt            | 22                          |                             |    | CSA Steaua Bukareszt | CSA Steaua Bukareszt | 18    |
|  | 19 września 2009            |                             |                             |                             |    | CSA Steaua Bukareszt | CSA Steaua Bukareszt | 18    |
|  |                             |                             | CSM Universitatea Baia Mare | CSM Universitatea Baia Mare | 16 |                      |                      |       |
|  | CSM Universitatea Baia Mare | CSM Universitatea Baia Mare | CSM Universitatea Baia Mare | CSM Universitatea Baia Mare | 16 | 22                   |                      |       |
|  | CSM Universitatea Baia Mare | CSM Universitatea Baia Mare |                             |                             |    |                      |                      |       |
|  | RCJ Farul Constanța         | RCJ Farul Constanța         | 21                          |                             |    |                      |                      |       |
|  | RCJ Farul Constanța         | RCJ Farul Constanța         | 21                          | Mecz o 3. miejsce           |    |                      |                      |       |
|  |                             |                             |                             |                             |    |                      |                      |       |
|  | 26 września 2009            |                             |                             |                             |    |                      |                      |       |
|  |                             |                             |                             |                             |    |                      |                      |       |
|  | Dinamo Bukareszt            | Dinamo Bukareszt            | 5                           |                             |    |                      |                      |       |
|  | Dinamo Bukareszt            | Dinamo Bukareszt            | 5                           |                             |    |                      |                      |       |
|  | RCJ Farul Constanța         | RCJ Farul Constanța         | 0                           |                             |    |                      |                      |       |
|  | RCJ Farul Constanța         | RCJ Farul Constanța         | 0                           |                             |    |                      |                      |       |

| 19 września 200911:00 | CSA Steaua Bukareszt | 33:22 | Dinamo Bukareszt | Ghencea, Bukareszt Sędzia: Gheorghe Sabău |
| 19 września 200911:00 |                      | 33:22 |                  | Ghencea, Bukareszt Sędzia: Gheorghe Sabău |

| 19 września 200911:00 | CSM Universitatea Baia Mare | 22:21 | RCJ Farul Constanța | Stadionul Lascăr Ghineț, Baia Mare Sędzia: Bogdan Milița |
| 19 września 200911:00 |                             | 22:21 |                     | Stadionul Lascăr Ghineț, Baia Mare Sędzia: Bogdan Milița |

| 26 września 200918:00 | CSA Steaua Bukareszt | 18:16 | CSM Universitatea Baia Mare | Stadionul Arcul de Triumf, Bukareszt Sędzia: Bogdan Milița |
| 26 września 200918:00 |                      | 18:16 |                             | Stadionul Arcul de Triumf, Bukareszt Sędzia: Bogdan Milița |

| 26 września 200916:00 | Dinamo Bukareszt | 5:0 (wo.) | RCJ Farul Constanța | Stadionul Arcul de Triumf, Bukareszt |
| 26 września 200916:00 |                  | 5:0 (wo.) |                     | Stadionul Arcul de Triumf, Bukareszt |